# Aloe berevoana
Aloe berevoana é uma espécie de liliopsida do gênero Aloe, pertencente à família Asphodelaceae.